# Château de Saint-Hippolyte
Le château de Saint-Hippolyte est un château situé dans la commune de Monestiés dans le département du Tarn, en France et inscrit aux monuments historiques depuis le 18 mars 1999.

## Historique

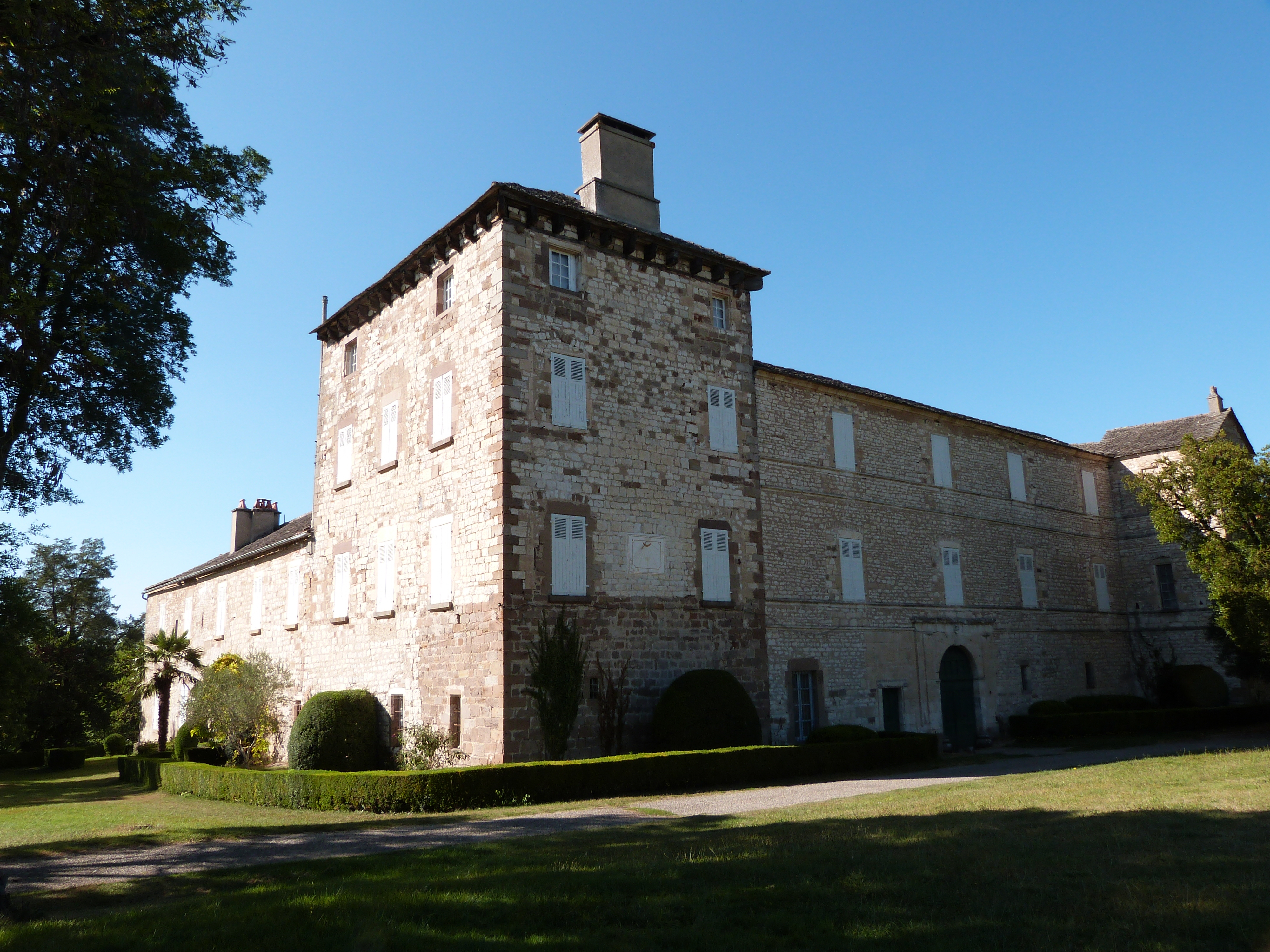
Façade sud encadrée de tours carrées

Le site de Saint-Hippolyte est fréquenté depuis très longtemps, une ancienne voie romaine traversant le domaine. Un testament en 1313 de Mabelia de Najac, veuve de Pons de Monestiés et de Saint-Hippolyte représente la première trace écrite du château. 
Durant les deux siècles suivants, l’on trouve en la seigneurie de Saint-Hippolyte les Paulin de Monestiés et les Mirabel, en outre co-seigneurs de Monestiés. 
Des traces de reconstruction ancienne témoignent de dégâts subis durant la guerre de Cent Ans. 
Pendant les guerres de religion, en 1595, le 23 juillet, le château est assiégé et pris aux catholiques par Anne de Lévis, duc de Ventadour. 
À cette époque, la seigneurie se transmit par les femmes et, en 1618, l’on relève dans la succession d’Antoinette de Caraman le nom du leveur de tailles Géraud Lebrun. Son importante fortune permit à ses descendants d’accéder aux charges du parlement de Toulouse et de s’allier aux grandes familles locales. C’est par le biais de l’une de ces alliances qu’au XVIIIe siècle l’on retrouve les Castelpers seigneurs de Saint-Hippolyte. Résidant peu sur cette terre, ces derniers vendirent le château en 1786 à Pierre Viala, de Gaillac, pour 103000 livres. En 1792, le château qui n’avait pas été confisqué fut pillé et, en 1803, une partie du domaine fut achetée par un aubergiste de Monestiés, Jean Cuq. 
Le château a donc changé plusieurs fois de famille, sa position excentrée des grandes routes le faisant parfois délaisser par des propriétaires qui ne l'habitent qu'occasionnellement. Pourtant, des travaux importants sont effectués aux XVIIe siècle (époque Lebrun) et XIXe siècle (époque Decazes) qui donnent un aspect plus accueillant et moins austère au lieu. 

Sous la Restauration,en 1837, Viala  et Cuq décident de vendre l'ensemble du domaine, le château devient la propriété du vicomte Joseph Decazes, ancien préfet d’Albi, puis de ses descendants. C'est le vicomte Decazes qui sera à l'origine des dernières grosses transformations. Il est vendu par Guy de Palaminy dernier descendant Decazes en 1897 après avoir tenté sans succès de transformer la propriété en élevage de chevaux.
La propriété est alors acquise par Émile Falgueyrettes, négociant à Carmaux. Ce dernier sera le candidat de la droite aux élections législatives de 1910 et 1914 face à Jean Jaurès. 
La propriété appartient à ce jour à une SCI familiale entre plusieurs membres de la famille Raynaud descendants d'Emile Falgueyrettes.

## Description

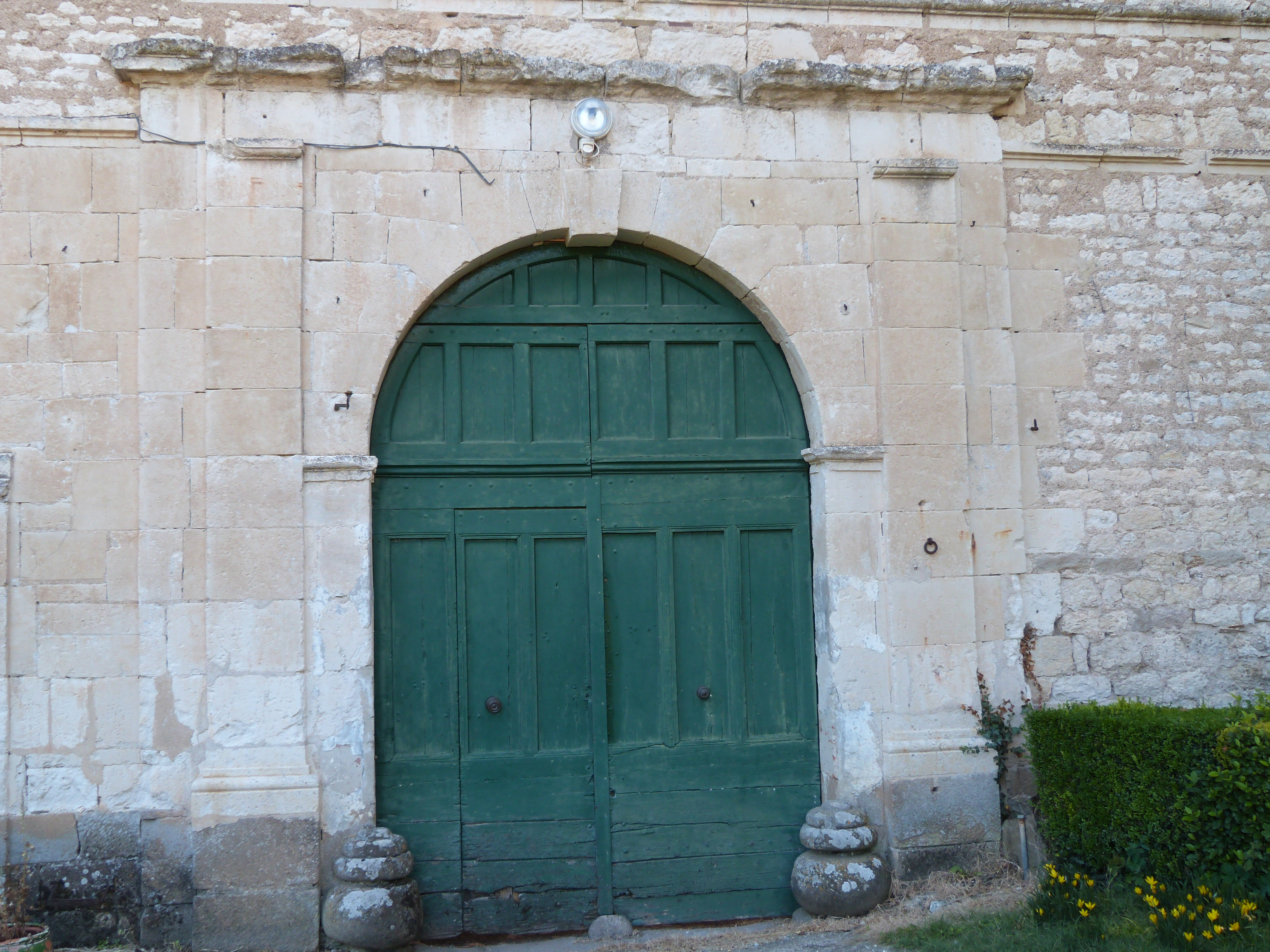
Portail d'entrée du logis.

Le château est un quadrilatère dont les angles sont occupés par des tours et le centre par une cour intérieure. La façade orientale est un simple mur sur lequel s'appuie une galerie, les trois autres côtés sont le logis au sud, des dépendances à l'ouest et une chapelle au nord. 
Si la régularité de la façade et de la taille des fenêtres plaident pour une origine unique, un examen plus attentif révèle des traces de fenêtres géminées ou de fenêtres à meneau auxquelles des restaurateurs ont ôté le pilier central. Quelques meurtrières et canonnières rappellent toujours le passé défensif de l'ouvrage.
La chapelle du château, devenue église paroissiale Saint-Hippolyte fait l'objet d'une inscription aux monuments historiques depuis le 13 juillet 1927.
La cour intérieure aurait servie de cimetière attenant à l'église, au moment des gros travaux réalisés par le vicomte Decazes celui-ci a été supprimé et transféré dans la prairie devant le château côté est, cimetière aujourd'hui abandonné mais toujours visible.